# Eteriscius
Eteriscius là một chi thực vật có hoa trong họ Thiến thảo (Rubiaceae).

## Loài
Chi Eteriscius gồm các loài: